# Міжнародна територія
Міжнародна територія (лат. territorium — область, територія; від terra — земля) — це територія, яка перебуває у загальному користуванні всіх держав і на яку не поширюється суверенітет будь-якої з них. До міжнародної території належать відкрите море та повітряний простір над ним, Міжнародний район морського дна, Антарктика і космічний простір, включаючи Місяць та інші небесні тіла. Ці території не підлягають національному привласненню; вони відкриті для дослідження та використання всіма державами відповідно до міжнародного права; на них діють загальновизнані принципи та норми міжнародного права.